# كيمياء نظرية
الكيمياء النظرية فرع واسع متعدد الجوانب من فروع الكيمياء. يمكن تمييزه عامة باستخدم الفيزياء والرياضيات والحاسوب لفهم كل جوانب الكيمياء: كخواص المواد وخواص العناصر والجزيئات وتفاعلاتها، أو لمحاكاة الظواهر الجزيئية، أو للتنبؤ بخواص جزيئات أو أطوار جديدة للمادة.

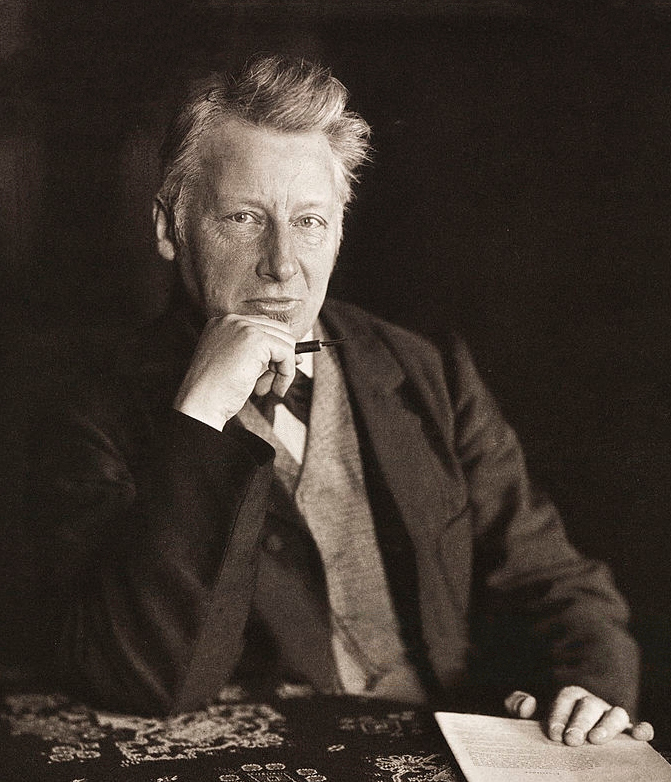
ياكوبس فانت هوف(1852–1911), the first winner of the جائزة نوبل في الكيمياء, is widely considered one of the most brilliant theoretical chemists in history.

بصفة عامة، يمكن تمييز اتجاهين في الكيمياء النظرية: الاتجاه الأول هو استخدام الحاسب لحل المعادلات المعقدة التي تحكم السلوك الجزيئى، بما يساعد على نمذجة أو محاكاة الجزيئات وخواصها (الكيمياء الحسابية). أما الاتجاه الثاني فهو تطوير «نظريات تحليلية» جديدة، وهو مرتبط بصياغة معادلات تصف سلوك المواد أو الأنظمة الكيميائية - مثل معدلات التفاعلات الكيميائية، أو الخواص الطيفية، وهي طرق قد تستخدم الميكانيكا الكلاسيكية أو ميكانيكا الكم.
تشكل الكيمياء الكمومية والميكانيكا الإحصائية قسمين أساسيين من الكيمياء النظرية.
يوجد خلط كبير في تحديد مساحات التلاقى والتباين بين مجالات الكيمياء النظرية والكيمياء الحسابية والنمذجة الجزيئية. الكثير من الباحثين في الواقع يستخدمون المصطلحات الثلاثة ويتنقلون بينها ببساطة للإشارة لأوجه مختلفة من عملهم حسب السياق. وفي عصرنا اليوم أصبحت الكيمياء النظرية مرتبطة ارتباطا شديدا ب ميكانيكا الكم وتطبيقاتها في الكيمياء، إذ أن التفاعل الكيميائي يتم بين جزيئات صغيرة يمكن وصفها من خلال الظواهر الكمومية، وهذا يظهر جليا عند الرجوع مثلا للمحتوى العلمى لمؤتمرات الكيمياء النظرية والمراجع المتخصصة في المجال. لهذا، فالتوجه العام هو استخدام مصطلح «الكيمياء النظرية» كمرادف لتطبيقات ميكانيكا الكم في الكيمياء، في حين تستخدم مصطلحات الكيمياء الحسابية والنمذجة الجزيئية في سياق أوسع.

## الفروع والتطبيقات

### نظرية البنية الإلكترونية في كيمياء الكم
دراسة البنية الإلكترونية للمواد، أي حساب الدالات الموجية للحالات الالكترونية المختلفة لأى نظام كيميائى، بما يفتح الباب لحساب مستويات الطاقة الالكترونية والاهتزازية والدورانية سواء في حالاتها المستقرة أو المثارة. وكذلك حساب التفاعلات بين هذه الحالات الالكترونية المختلفة للذرات، وحساب الأشعة الكهرومغناطيسية التي تمتصها أو تصدرها الذرات والجزيئات، وبالتالى، دراسة التحليل الطيفي. إذ أن طيف المركب الكيميائى هو بمثابة «بصمة أصبع» عن خواصه وبنيته.
تاريخيا، كانت دراسة أطياف العناصر وعلى الأخص طيف الهيدروجين عاملا أساسيا في استنتاج نظرية الكم في الفيزياء والتي نجحت في وصف التركيب الالكترونى للهيدروجين (و بصفة عامة لكل الذرات) ومن ثم طيفه بالكامل وبدقة تامة - حيث لم تفلح الميكانيكا الكلاسيكية في ذلك - وانفتح مجالا جديدا لتفسير الطبيعة حولنا.
بما أن الحل الرياضي الكامل لمعادلة شرودنجر هو عمليا مستحيل لصعوبته البالغة، فقد طور النظريون على مر العقود الماضية عددا من النماذج الحسابية لحساب دالة موجية للمواد بطرق تقريبية. يمكن ترتيب هذه الطرق من حيث الدقة والتكلفة الحسابية بطريقة هرمية، ابتداء من طريقة هارترى-فوك في أسفل الهرم (أقل دقة، أقل تكلفة)، ومرورا بسلسلة من الطرق ذات الدقة الأعلى (التي تعتمد جميعا على طريقة هارترى-فوك كبداية لها) مثل: تآثر التوزيعات الالكترونية (configuration interaction) والكتلة المترابطة (coupled cluster) والتي تعد أدق نموذج متاح حاليا لحساب التركيب الالكترونى حيث تمكن من حسابات بالغة الدقة، إلا أن تكلفتها الحسابية عالية جدا بما يعنى حاليا أن حتى مع استخدام أقوى أجهزة حواسب متاحة، فإن تطبيقها يقتصر فقط على أنظمة كيميائية تحتوى على عدد محدود من الذرات (عشرات بحد أقصى).
من أنشط المجالات البحثية الآن في الكيمياء النظرية هو العمل على تطوير خوارزميات جديدة أكثر كفاءة وسرعة لحساب التركيب الإلكترونى. مع التطور المستمر في هذه الخوارزميات، وكذلك مع التطور المستمر في سرعة الحاسب وفي الذاكرة المتاحة، هناك دوما ازدياد في عدد الإلكترونات (و بالتالى الذرات والجزيئات) التي يمكن حساب دالة موجية لها باستخدام الطرق المختلفة التي ذكرت هنا.
من النظريات التي لاقت رواجا مؤخرا في نظرية التركيب الالكترونى، حيث تعطى نتائج مقبولة الدقة وبتكلفة حسابية معقولة، هي نظرية الكثافة الوظيفية (DFT, Density Functional Theory) وهي تمثل توجها مختلفا عن التراتبية القائمة على طريقة هارترى فوك والتي تقوم على حساب دالة موجية. حاليا، هذه الطريقة هي الانسب للحسابات على الأنظمة الكيميائية الضخمة (الآلاف من الذرات).

### الميكانيكا الإحصائية
أي عينة كيميائية ترى بالعين المجردة هي في الحقيقة تتكون من عدد ضخم جدا من الجزيئات والذرات. منطقيا، خواص هذه الذرات أو الجزيئات هي التي تحدد في النهاية الخواص الكيميائية للعينة. توفر الميكانيكا الحسابية الإطار النظرى الذي يمكن من حساب خواص التجمعات الضخمة من الجزيئات بما يمكن من فهم الأنظمة الكيميائية التي تتكون من الملايين والمليارات من هذه الوحدات البنيوية، عن طريق فهم خواص هذه الوحدات البنائية.
ظاهريا، قد تبدو هذه مهمة مستحيلة، فكيف يمكن تقدير خواص عدد ضخم جدا من الجزيئات؟ (عدد أفوجادرو الموجود في مول واحد من المادة هو تقريبا ستمائة ألف مليار مليار جزيء لكل مول، رقم فلكى). لكن في الحقيقة، يمكن إثبات أن المتوسطات الحسابية في النهاية لخواص هذا العدد المهول هي التي تحكم الخواص النهائية للمجموعة كلها. الميكانيكا الإحصائية توفر طرقا لحساب هذه المتوسطات بناء على خواص عدد قليل من الجزيئات، وكذلك توفر إطارا نظريا لربطها بالخواص المختلفة التي نستطيع ملاحظتها وقياسها في المعمل.

### الحركية الكيميائية
هذا الفرع يهتم بحساب حركة الذرات والجزيئات ومعدلات تصادمها مع بعض. هذه التصادمات تؤدى لتناقل الطاقة الحركية والاهتزازية والدورانية فيما بينها، بما قد يؤدى لحدوث تفاعلات كيميائية (أي ترابط بعضا منها ببعض وتكوين تركيبات كيميائية جديدة)، أو توصيل للطاقة من مكان لآخر. جزء رئيس من هذا المجال هو حساب معدلات التفاعلات الكيميائية والعوامل التي تؤثر فيها وتغيرها.

### الكيمياء الحاسوبية
يقصد بهذا المصطلح بصفة عامة تطبيق برامج الحاسوب في الكيمياء. بهذا المعنى الواسع، فإن هناك تداخل بين الكيمياء الحسابية والكيمياء النظرية، بمعنى أن جزء ضخم من الكيمياء النظرية بفروعها المختلفة يندرج تحت بند الكيمياء الحسابية (و لكن ليس كلها قطعا، مازال جزء أساسي من البحث في الكيمياء النظرية يعتمد على الورقة والقلم والعقل البشرى فقط). من المهم هنا التأكيد على أن بعض مجالات البحث والتطبيق في الكيمياء الحسابية لا تندرج تحت مظلة الكيمياء النظرية.
تاريخيا، أغلب تطبيقات الكيمياء الحسابية كانت تكتب بإحدى لغتى البرمجة فورتران أو سى. مؤخرا ظهرت بعض البرامج البسيطة المكتوبة بلغة البايثون، أو الجافا، لكن حتى هذه اللحظة تظل الفورتران والسى (و تطوراتها مثل سي++) هما اللغتان المفضلتان عند أغلب الكيميائيين النظريين لأسباب عدة، من بينها سرعة البرامج المكتوبة بهاتين اللغتين بالإضافة لمستوى المرونة والتحكم اللذان تتيحهما هاتان اللغتان، وكذلك لتوافر عدد ضخم - على مر أكثر من خمسين عاما - من البرامج والمكتبات البرمجية المكتوبة بهاتين اللغتين والتي يمكن البناء عليها.

### النمذجة الجزيئية
طرق نمذجة الهياكل الجزيئية دون الإشارة بالضرورة إلى ميكانيكا الكم. ومن الأمثلة على ذلك الالتحام الجزيئي، الالتحام بالبروتين، تصميم الأدوية، الكيمياء التوافقية. تركيب الشكل والإمكانات الكهربائية هي العامل الدافع في هذا النهج الرسومي.

### المعلوماتية الكيميائية
(المعروف أيضًا باسم المعلوماتية الكيميائية)
استخدام الحاسب الآلي وتقنيات المعلومات المطبقة على معلومات الحقول لحل المشكلات في مجال الكيمياء.

### الكيمياء الرياضية
مناقشة وتوقع التركيب الجزيئي باستخدام طرق رياضية دون الإشارة بالضرورة إلى ميكانيكا الكم. الطبولوجيا هي فرع من فروع الرياضيات يسمح للباحثين بالتنبؤ بخصائص الأجسام المرنة ذات الحجم المحدود مثل المجموعات.

## التخصصات ذات الصلة الوثيقة
تاريخيا، كان المجال الرئيسي لتطبيق الكيمياء النظرية في مجالات البحث التالية:
- الفيزياء الذرية: التخصص الذي يتعامل مع الإلكترونات والنواة الذرية.
- الفيزياء الجزيئية: تخصص الإلكترونات المحيطة بالنواة الجزيئية وحركة النواة. يشير هذا المصطلح عادة إلى دراسة الجزيئات المصنوعة من ذرات قليلة في الطور الغازي. لكن البعض يعتبر أن الفيزياء الجزيئية هي أيضًا دراسة لخصائص المواد الكيميائية بالجملة من حيث الجزيئات.
- الكيمياء الفيزيائية والفيزياء الكيميائية: يتم فحص الكيمياء عبر الطرق الفيزيائية مثل تقنيات الليزر، ومسح المجهر النفقي، وما إلى ذلك. والفرق الرسمي بين الحقلين هو أن الكيمياء الفيزيائية هي فرع للكيمياء بينما الفيزياء الكيميائية هي فرع من الفيزياء. في الممارسة العملية هذا التمييز غامض للغاية.
- نظرية الأجسام المتعددة: الانضباط الذي يدرس التأثيرات التي تظهر في الأنظمة التي تحتوي على عدد كبير من المكونات. وهو يعتمد على ميكانيك الكم - في الغالب شكلية الكمي الثاني - الديناميكا الكهربائية الكمومية.

## قائمة المراجع
- أتيلا زابو، نيل إس أوستلوند، كيمياء الكم الحديثة: مقدمة في نظرية الهيكل الإلكتروني المتقدمة ، منشورات دوفر؛ الطبعة الجديدة (1996)، ردمك 0-486-69186-1 (ردمك 978-0-486-69186-2)
- وبرت ج. بار، ويتاو يانغ، نظرية الكثافة الوظيفية للذرات والجزيئات ، منشورات أكسفورد العلمية؛ نشرت لأول مرة في عام 1989 ؛ (ردمك 0-19-504279-4)، (ردمك 0-19-509276-7)
- دي جي تانور، ف. كازاكوف، ف. أورلوف، «التحكم في التفريع الكيميائي الضوئي: إجراءات جديدة لإيجاد النبضات المثالية والحدود العالمية العليا، في الديناميات الجزيئية الكمومية المعتمدة على الوقت»، المحرران جيه بروكهوف ولاثاورز، 347-360، (Plenum 1992)